# 宮田愛子 (女優)
宮田 愛子（みやた あいこ、1990年8月2日 - ）は、日本の女優・声優。神奈川県出身。
ヨコザワ・プロダクションならびに劇団四重奏所属。

## 出演

### テレビ
- 日本テレビ「ご参考までに。3」「幸せ!ボンビーガール」
- BS-TBS「怪談 新耳袋『暗黒』」

### 映画
- 「美唄物語8～我路 その愛～」横澤丈二監督　鳳雲役
- 「三茶のポルターガイスト」後藤剛監督　劇団員役
- 「新・三茶のポルターガイスト」豊島圭介監督　オカルトセブン７★

### CM
- Y!mobile「バカボンファミリー〔卒業式編〕」

### 舞台
劇団四重奏
- 「『美唄炭鉱物語』シリーズ2016 音楽ライブ第二弾」バックパフォーマー
- 「ヨコザワ・プロダクション創立30周年記念式典・記念公演」ハル役
- 「お江戸葛飾城　かおる姫でござる！」亀有リリオホール

### ラジオドラマ
- かつしかFM「ドラマ・シンフォニー」
  - 『恋愛遊戯』『アニソン魂 ラジオミュージカル「アニ魂」』
- レインボータウンFM「ラジオドラマ甲子園」
  - 『眉山の風よ!阿波の踊りに吹け!』手塚伸司役（レギュラー）

### イベント
- 東京江東ロータリークラブ主催「第2回社会福祉フェスティバル」阿波踊りユニット『月夜連』連員

### YouTube
- オカルトセブン7★